# Paro (lied)
Paro is een nummer van de Franse R&B-urban Nej uit 2021. Het is de eerste single van haar tweede studioalbum SOS : Chapitre II.